# Supercopa dos Países Baixos de 2016
A Supercopa dos Países Baixos 2016 foi a 27ª edição do torneio, disputada em partida única entre o Campeão Neerlandês 2015–16 (PSV Eindhoven) e o Campeão da Copa dos Países Baixos 2015–16 (Feyenoord).

## Participantes
| Equipe        | Classificação                             |
| ------------- | ----------------------------------------- |
| PSV Eindhoven | Campeão Eredivisie de 2015–16             |
| Feyenoord     | Campeão Copa dos Países Baixos de 2015–16 |

## Partida
| 31 de julho de 2016 | Feyenoord | 0 – 1 | PSV Eindhoven | Amsterdam Arena, Amsterdam                    |
| 18:00               |           |       | Pröpper 38'   | Público: 30 000 Árbitro: NED Serdar Gözübüyük |

| Feyenoord | PSV |

| FEYENOORD:               |    |                   |     |     |
|                          |    |                   |     |     |
| G                        | 30 | Pär Hansson       |     |     |
| LD                       | 2  | Rick Karsdorp     |     |     |
| Z                        | 33 | Eric Botteghin    |     |     |
| Z                        | 4  | Terence Kongolo   |     |     |
| LE                       | 18 | Miquel Nelom      |     |     |
| M                        | 8  | Karim El Ahmadi   |     |     |
| M                        | 7  | Dirk Kuyt         |     |     |
| M                        | 21 | Tonny Vilhena     |     |     |
| A                        | 28 | Jens Toornstra    | 32' | 62' |
| A                        | 9  | Nicolai Jørgensen |     | 77' |
| A                        | 11 | Eljero Elia       |     |     |
| Substituições:           |    |                   |     |     |
| A                        | 14 | Bilal Başaçıkoğlu |     | 62' |
| A                        | 29 | Michiel Kramer    |     | 77' |
| Treinador:               |    |                   |     |     |
| Giovanni van Bronckhorst |    |                   |     |     |

| PSV:           |    |                      |     |     |
|                |    |                      |     |     |
| G              | 1  | Jeroen Zoet          |     |     |
| LD             | 20 | Joshua Brenet        |     |     |
| Z              | 2  | Nicolas Isimat-Mirin | 53' |     |
| Z              | 5  | Daniel Schwaab       |     |     |
| LE             | 15 | Jetro Willems        | 32' |     |
| M              | 6  | Davy Pröpper         |     |     |
| M              | 18 | Andrés Guardado      |     | 88' |
| M              | 29 | Jorrit Hendrix       |     |     |
| A              | 7  | Gastón Pereiro       |     | 60' |
| A              | 9  | Luuk de Jong         |     |     |
| A              | 19 | Jürgen Locadia       |     |     |
| Substituições: |    |                      |     |     |
| A              | 11 | Luciano Narsingh     |     | 60' |
| Z              | 25 | Menno Koch           |     | 88' |
| Treinador:     |    |                      |     |     |
| Phillip Cocu   |    |                      |     |     |

## Campeão
| Campeão da Supercopa dos Países Baixos de 2016 |
| ---------------------------------------------- |
| PSV EINDHOVEN 11° titulo                       |